# コールホーフェンFK58
| コールホーフェンFK58A | コールホーフェンFK58A    |  |
| --------------------- | ------------------------ |  |
|                       |                          |  |
| 用途                  | 戦闘機                   |  |
| 乗員                  | パイロット1名            |  |
| 初飛行                |                          |  |
| 製造者                | コールホーフェン         |  |
| 寸法                  |                          |  |
| 全長                  | 8.70 m                   |  |
| 翼幅                  | 11.00 m                  |  |
| 全高                  | 3m                       |  |
| 翼面積                | 17.3m2                   |  |
| 重量                  |                          |  |
| 空虚                  | 1800 kg                  |  |
| 動力                  |                          |  |
| エンジン              | ノーム・ローン 14N×1     |  |
| 馬力                  | 1080hp×1                 |  |
| 性能（目安）          |                          |  |
| 最大速度              | 504km/h                  |  |
| 航続距離              | 750km                    |  |
| 武装                  |                          |  |
| 固定武装              | 4 x 7.9mm FNブローニング |  |

コールホーフェンFK58は、オランダのコールホーフェン社が製造した戦闘機である。

## 開発
野心的な設計だったコールホーフェンFK55が開発中止になった後、コールホーフェン社では一般的な設計の単座戦闘機の開発を始めた。設計者はフォッカー D.XXIを設計したエーリッヒ・シャッツキーである。
1939年に完成した本機は、折りしも自国用戦闘機の生産で手一杯だったフランスが注目した。海外駐留部隊用として植民地省が50機を発注し、1940年にオランダが侵攻されて供給不能となるまでにフランス空軍へ18機が納入された。これに続き、戦闘機不足のオランダ陸軍航空隊から注文をうけるが、オランダ軍への納入には間に合わなかった。
ドイツ軍侵攻時には亡命ポーランド人によってプロバンス地方で哨戒任務に就いていたが、特に戦績は残していない。

## 設計
1,080馬力の空冷エンジンを搭載した低翼単葉機で、引き込み脚を採用した。
フランス空軍向けの内、初期の4機は試作機と同じイスパノ・スイザ14AA10（930HP）装備しFK58と呼ばれ、残る機体はノーム･ローン14N39（990HP）装備しFK58Aと呼ばれている。オランダ陸軍航空隊向けの機体には、ブリストル・タウラス（en）が搭載される予定だった。

## 運用国
- フランス